# Gaig blau de raquetes
El gaig blau de raquetes (Coracias spatulatus) és una espècie d'ocell de la família dels coràcids (Coraciidae) que habita zones amb arbres del sud de Tanzània, Zàmbia i zona limítrofa de la República Democràtica del Congo, centre d'Angola, Zimbàbue, Moçambic i Malawi.